# Procnias albus
Procnias albus là một loài chim trong họ Cotingidae. Loài chim này được tìm thấy trong các khu rừng ở Guianas, với số lượng nhỏ ở Venezuela và Brazil bang Pará. Chỉ có chim trống màu trắng; con mái có tổng thể ô liu với các vệt màu vàng bên dưới và giống với chim chuông.
Theo một nghiên cứu được công bố vào năm 2019, chim chuông trắng thực hiện cuộc gọi lớn nhất từng được ghi nhận ở chim, đạt được 125 dB. Kỷ lục trước đây được giữ bởi lipaugus vociferans.